# Списък на реките във Върмонт
Списъкът на реките във Вермонт включва основните реки, които текат в щата Вермонт, Съединените американски щати.
Щатът се отводнява в Атлантическия океан. По-големите реки в щата са Кънектикът (която тече по границата с Ню Хемпшир), Мисискуа, Ламоил и Уайнуски, които се вливат в езерото Шамплейн.

## По водосборен басейн
Река Кънектикът
- Кънектикът
  - Уест Ривър
  - Блек Ривър
  - Отаукуичи
  - Уайт Ривър
    - Фърст Бранч

  - Уелс Ривър
  - Пасумпсик
- Сен Франсоа (Канада)

Езеро Мемфримагог
Езеро Мемфримагог се оттича на север чрез река Магог, която се влива в река Сен Франсоа в Квебек, Канада. В езерото се вливат реките:
- Клайд
- Блек Ривър
- Банън Ривър

Езеро Шамплейн
Езерото Шамплейн се оттича посредством Река Ришельо в Сейнт Лорънс в Квебек, Канада. В езерото се вливат реките:
- Метауи
- Уайнуски
- Ламоил
- Мисискуа
- Отър Крийк

## По азбучен ред
- Блек Ривър (Кънектикът)
- Блек Ривър (езеро Мемфримагог)
- Банън Ривър
- Клайд
- Кънектикът
- Ламоил
- Метауи
- Мисискуа
- Отаукуичи
- Отър Крийк
- Пасумпсик
- Уайнуски
- Уайт Ривър
- Уелс Ривър
- Уест Ривър
- Фърст Бранч